# Бадинь (площадь)

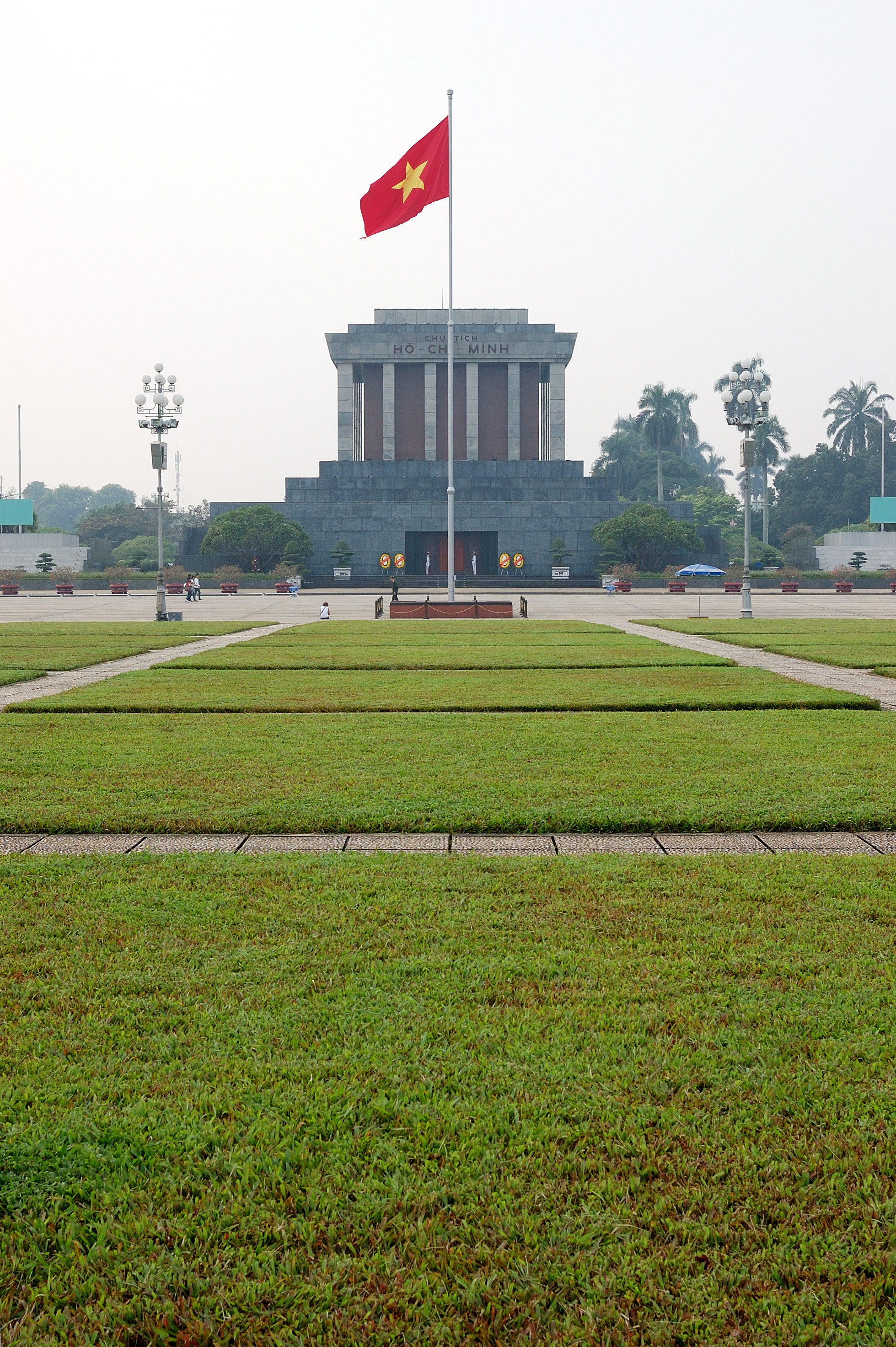
Площадь Бадинь и мавзолей Хо Ши Мина

Площадь Бадинь (вьет. Quảng Trường Ba Đình) — центральная площадь Ханоя, столицы Вьетнама. Располагается в центре округа Бадинь.

## История
Площадь названа в честь антифранцузского восстания Ба Динь, произошедшего во Вьетнаме в 1886-1887 годах, в рамках движения Канвыонг. На площади Бадинь 2 сентября 1945 года президент Хо Ши Мин провозгласил независимость Демократической Республики Вьетнам. Через шесть лет после того, как в 1969 году умер Хо Ши Мин, здесь был построен гранитный Мавзолей Хо Ши Мина, в котором находится его забальзамированное тело. Мавзолей - это основное место туризма и паломничества.
На площади находятся ещё несколько важных зданий — президентский дворец, Министерство иностранных дел, Министерство планирования и инвестиций, а также участок под новое здание для Национального Собрания, взамен разрушенного зала Бадинь (в настоящее время - в стадии строительства).

## Галерея

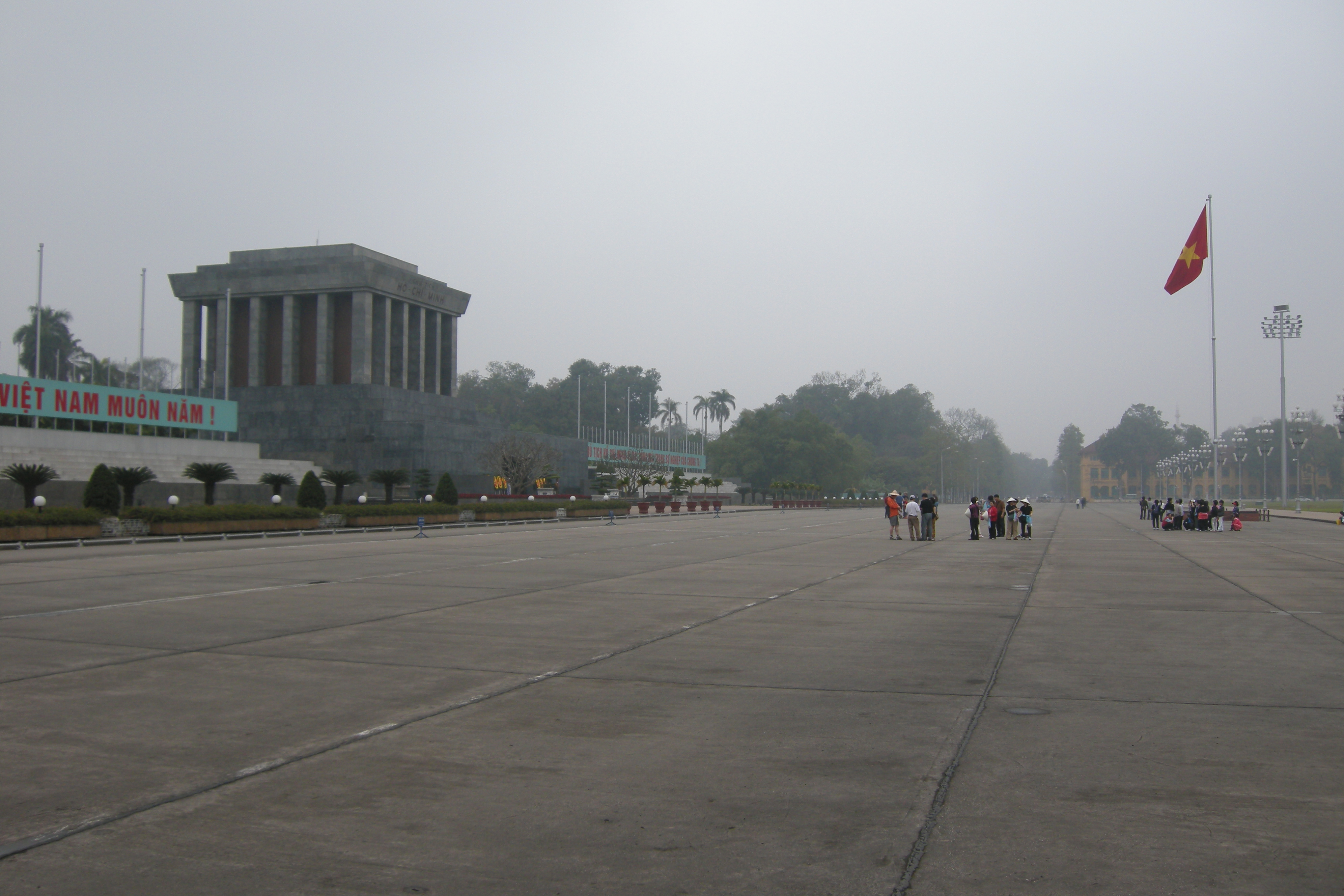
Площадь Бадинь
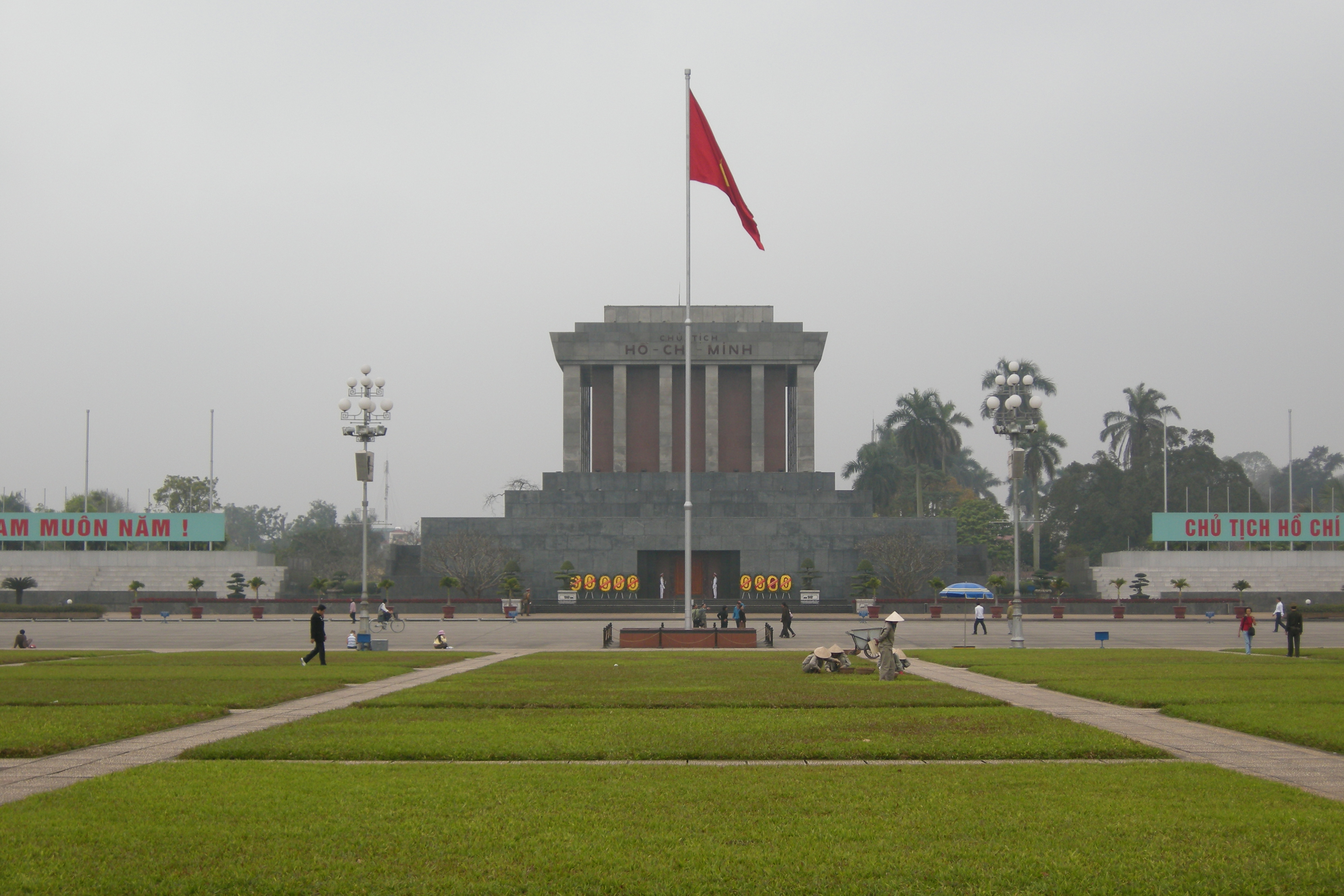
Площадь Бадинь и мавзолей Хо Ши Мина
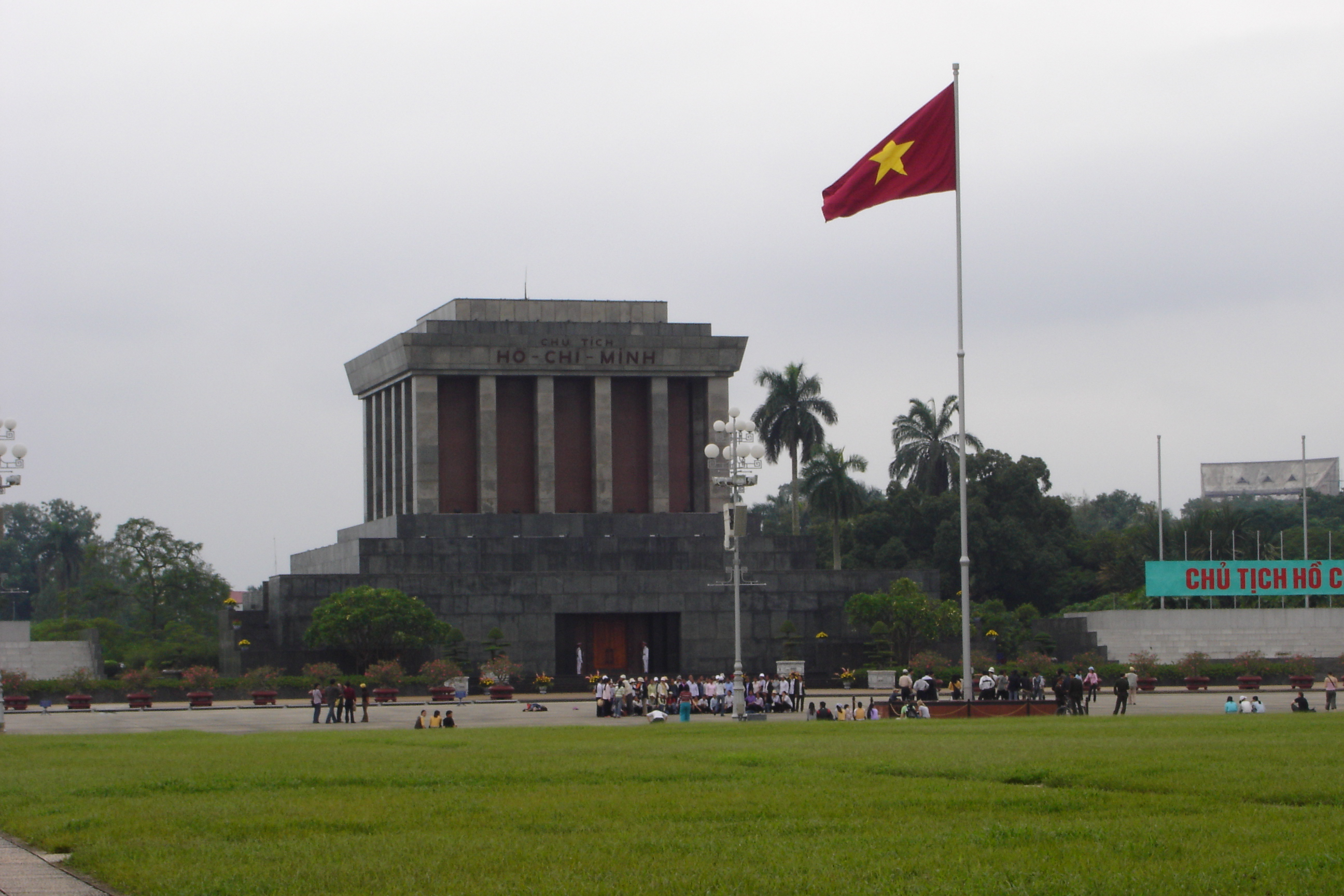
Мавзолей Хо Ши Мина
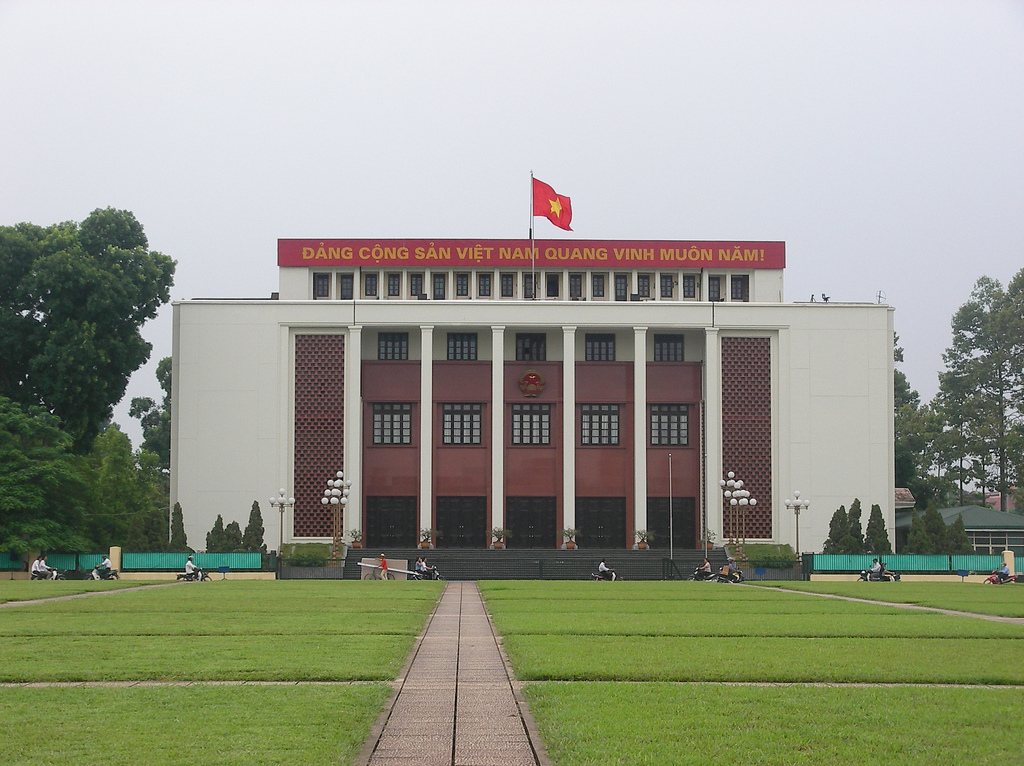
Зал собраний Бадинь (снесён в 2008 г.)
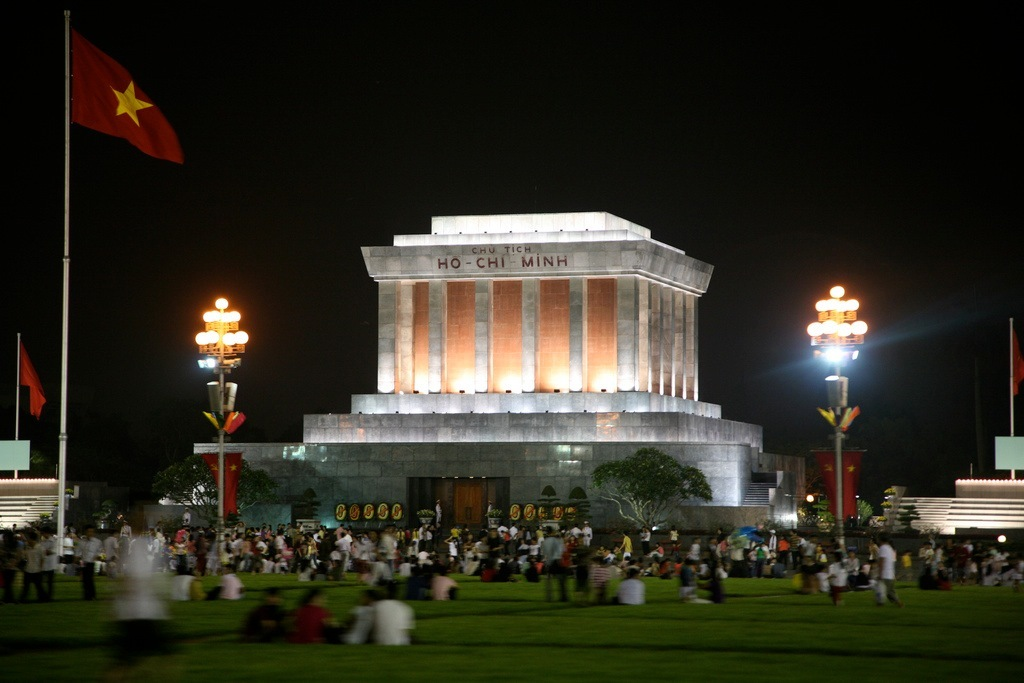
Площадь Бадинь ночью